# Котово (посёлок, городской округ Истра)

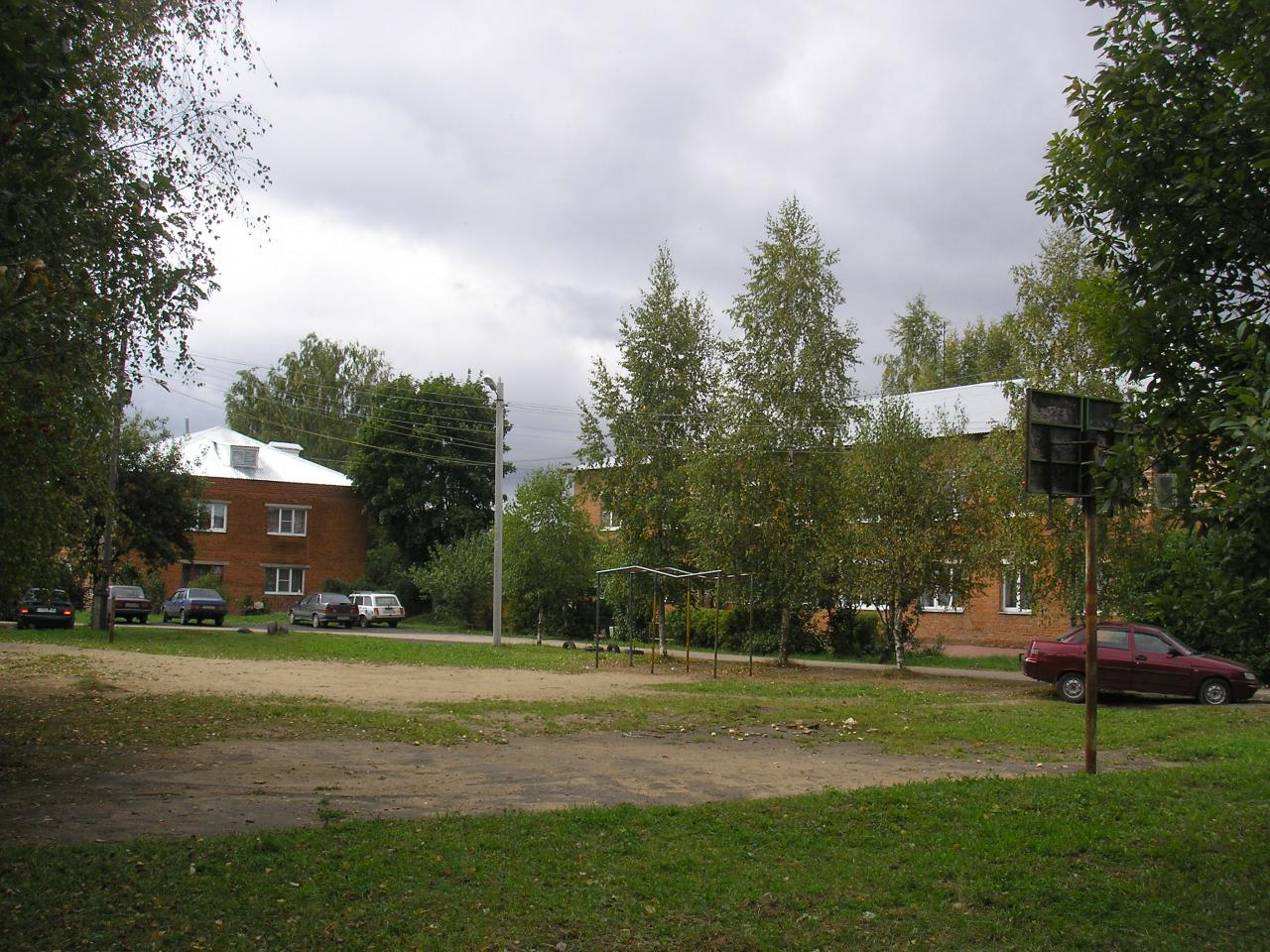

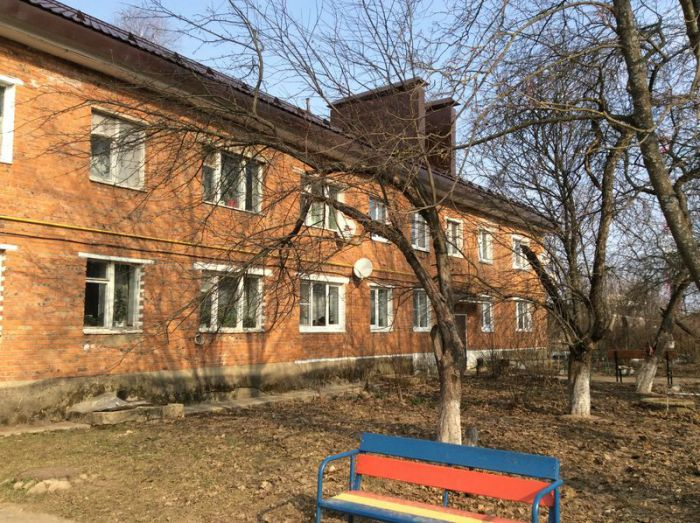

Котово — посёлок сельского типа в Лучинском сельском поселении Истринского района Московской области. Население — 344 чел. (2010). С Истрой посёлок связан автобусным сообщением (автобус № 25). Так же можно добраться на автобусе и до жд станции Новоиерусалимская (автобус № 29) 

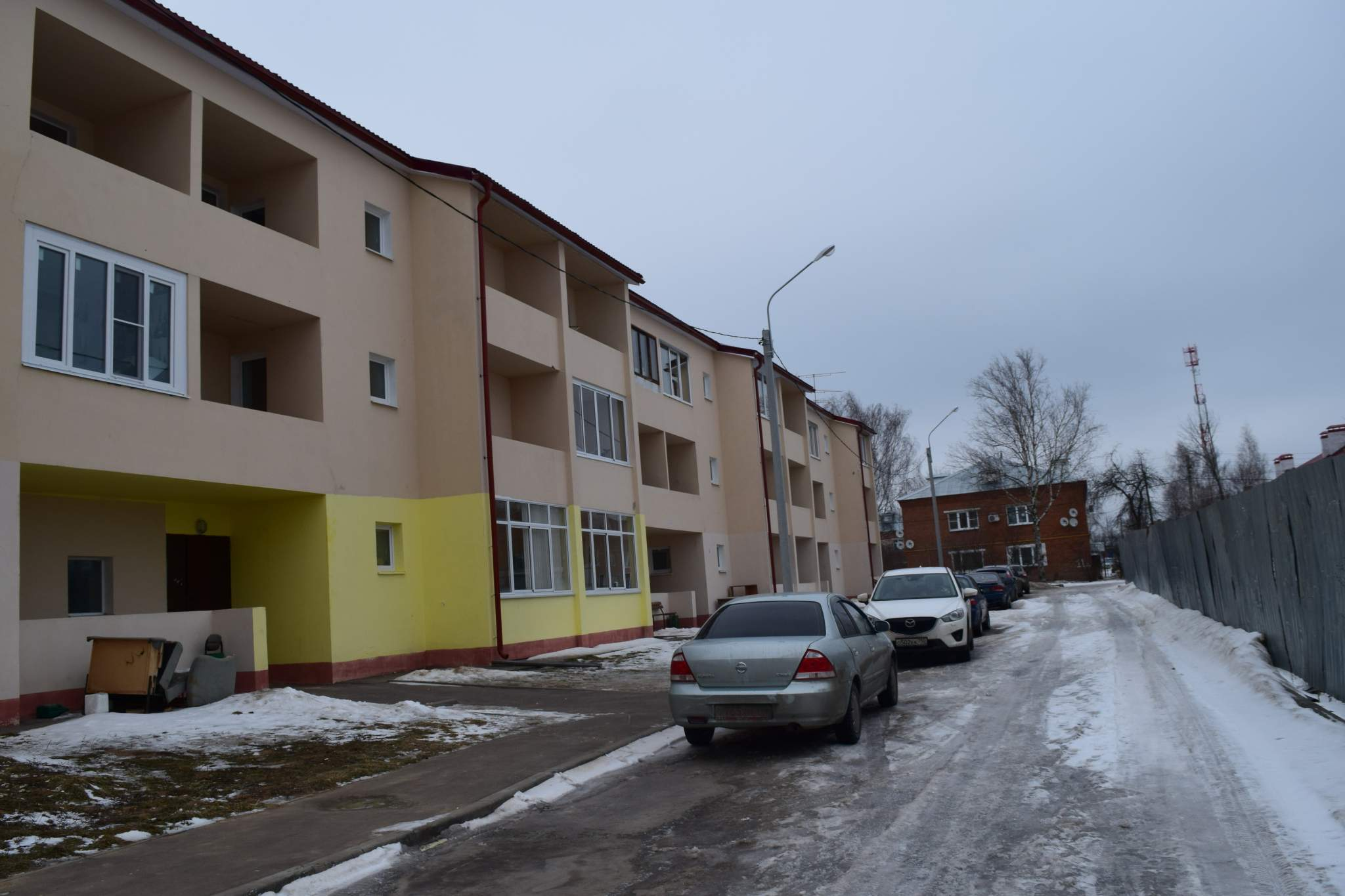

Расположение в 1 км от Новорижского шоссе. Иначе до посёлка можно добраться по Волоколамскому шоссе и трассе A-107 ("Бетонка").
Находится примерно в 14 км на юго-запад от Истры, высота над уровнем моря 203 м. Фактически — один населённый пункт с деревней Котово, разделённый лишь административно: деревня — западная часть, посёлок — восточная.
Ближайшие деревни — Горшково, Давыдовское, Дубровское и Киселёво. Деревня Горшково находится в 15 км юго-западнее г. Истры, д. Котово — в 14 км и пос. Котово — в 14,5 км, в местности, прилегающей к  Новорижскому шоссе.
Деревня и пос. Котово лежат на широком холме, а Горшково — на склоне этого холма, в местности более низменной и даже болотистой.

## Историческая справка
История деревень Горшково и Котово совершенно неразделима. В середине XVI в. в том месте, где расположены деревни, находилась небольшая и бедная вотчина, бывшая за Бессоном Ивановым Чюбаровым. В вотчину входили: пустошь, «что было сельцо Нескино», пустошь Горшкова и пустошь, «что была деревня Котова».
В Котове и Горшкове с давних времен велся бочарный промысел; долгое время бочки делали из дуба, и бочонок шел под масло или краску. Но хищническое истребление дуба настолько ускорило процесс его вытеснения елью, что промыслу пришлось перейти на осиновое сырье. В 1930-е гг. бочки делали уже только из осины; они шли исключительно под рыбу и сбывались местными бочарами в Москву.
В 1899 г. население д. Горшково и Котово (124 мужчины, 164 женщины) доживало в 63 избах, образуя 50 надельных и 18 безнадельных семей. Земля (всего 392,5 дес., пашни 339, леса — 21) делилась на 148 долей. Средняя величина наделов в Горшкове и Котове была практически одинаковой (1,16— 19 дес. пашни на душу). Крестьяне имели 49 рабочих лошадей, 53 головы крупного рогатого скота. В д. Горшково работали бондари (главный промысел), серебреники, занимались возкой дров, шли и чернорабочие. В д. Котово промыслы несколько отличались: здесь отмечены также слесаря, обувщики, а серебреников не было; шли в прислугу.
В 1913 г. в Горшкове было 36 дворов, находилась чайная лавка; в Котове было 25 дворов.
К 1934 г. Котово было коллективизировано, местный колхоз «Пробуждение» имел молочно-картофельно-зерновое направление.
В 1960-е гг. рядом с деревней возник пос. Котово — усадебное отделение Истринского ОПХ.
По сведениям на 1 января 1968 г., в д. Горшково числилось 35 жителей, в д. Котово — 65 жителей, в пос. Котовский — 213 жителей. В 1999 г. в д. Горшково было 6 хозяйств и 6 постоянных жителей, в д. Котово — 13 хозяйств и 19 жителей, а в пос. Котово — 151 хозяйство и 401 житель. В 2003 г. соответственно 5, 29 и 408 постоянных жителей.
В 1990-е гг. сельхозпроизводство стало нерентабельным, что привело к уменьшению объемов производства сельхозпродукции, оттоку трудовых ресурсов. Изменение законодательства об обороте сельхоз земель сняло препятствия к свободной продаже земель. Колхоз «Пробуждение» был ликвидирован.
Существующая инфраструктура.
Несмотря на незавершенность строительства многоквартирного дома в пос. Котово, поселок продолжает развиваться. В поселке расположены все центральные коммуникации. Существующие дома полностью обеспечены  водой и электричеством. Последний, из построенных здесь домов имеет собственную мини котельную. Обслуживает дома управляющая компания МУП «Истринское ЖЭУ». В Котово работают покрытия всех операторов мобильной связи, а в домах проведен  интернет. Функционирует магазин, где можно оплатить покупки безналичным способом.
Вблизи деревни Котово на территории пос. «Истра Кантри Клаб» находится часовня Благовещения Пресвятой Богородицы, небольшая деревянная одноглавая постройка, заложенная Г. А. Африкян в 2009 г.
22 сентября 2012 года, по благословению митрополита Крутицкого и Коломенского Ювеналия, благочинным церквей Истринского округа протоиереем Димитрием Подорвановым часовня была освящена в честь Благовещения Пресвятой Богородицы. По благословению владыки Ювеналия, приписана к Георгиевскому храму города Дедовска Истринского района Московской области. В новоосвященную часовню из Георгиевского храма была передана икона Божией Матери. Часовня располагается на закрытой территории, свободного доступа к ней нет.
Интенсивное строительство коттеджных поселков в Истринском районе привело к возрастанию интереса к направлению Новорижского шоссе. Благодаря этому социально-бытовая инфраструктура этого направления получила толчок к развитию. Большое число торгово-развлекательных комплексов, различных яхт-клубов и центров спорта, ресторанов и всевозможных кафе, магазинов и супермаркетов, школ и садиков для детей – все это окружает посёлок Котово.

## Население
| 2002 | 2006 | 2010 |
| ---- | ---- | ---- |
| 349  | ↗366 | ↘344 |